# غلام حسين إسماعيلي
غلام حسين إسماعيلي ( غلام حسين إسماعيلي وُلد عام 1965) هو محامٍ وسياسي إيراني، شغل منصب مدير مكتب رئيس الجمهورية الإيرانية من 8 أغسطس 2021 حتى 28 يوليو 2024.
كما شغل منصب المتحدث باسم السلطة القضائية الإيرانية بين عامي 2019 و2021. وكان أيضًا رئيسًا لعدلية محافظة طهران من 24 أبريل 2014 حتى 4 أغسطس 2019.[بحاجة لمصدر]
في 19 مايو 2024، كان إسماعيلي أحد ركاب المروحية التي كانت ضمن موكب رئيس إيران إبراهيم رئيسي أثناء حادث تحطم مروحية ورزقان 2024.